# Vladimir Večić
Vladimir Večić (1931.) je predsjednik subotičke Gradske organizacije SUBNOR-a i športski djelatnik iz Subotice. Rodom je iz obitelji Srbina i Hrvatice.

## Životopis
Još s 13 godina pridružio se NOV-u. Nakon rata je veći dio karijere proveo radeći u tijelima unutarnjih poslova. 
Osim što je bio sudionikom antifašističke borbe, poznat je kao športski djelatnik. Obnašao je dužnosti u domaćem i međunarodnom športu. Predsjedavao je boksačkim klubom Spartak u vrijeme kad je bio drugi po snazi u Jugoslaviji. U međunarodnom je boksu bio dužnosnik u Europskoj boksačkoj federaciji, gdje je bio vijećnikom u Izvršnom vijeću za juniorski boks. Za njegova je mandata Vojvodina dobila prigodu organizirati međunarodni boksački turnir Vojvođanska rukavica. 
1981. je dobio Spartakovu nagradu, najviše vojvođansko priznanje u športu.
Dobio je nagradu Pro urbe za 2010. godinu.

## Vanjske poveznice
- (srpski) Subotica.info[neaktivna poveznica] Reakcija SUBNOR-a na dopis SVM-a, 7. rujna 2011. (fotografija)